# André Petit
André Petit (* 11. September 1921 in Argent-sur-Sauldre, Département Cher; † 20. Juli 2021 in Eaubonne, Département Val-d’Oise) war ein französischer Politiker (UdF).
Von 1965 bis 2001 war er Bürgermeister von Eaubonne im Département Val-d’Oise. Unter anderem begründete er die Städtepartnerschaft mit der deutschen Gemeinde Budenheim. 1967 wurde er zudem in den Generalrat des im Entstehen befindlichen Départements Val-d’Oise gewählt, das aus der Aufteilung des Départements Seine-et-Oise in mehrere kleinere Gebietskörperschaften hervorging. 1979 trat er von seinem Mandat im Generalrat zurück. Petits Nachfolger als Bürgermeister von Eaubonne wurde François Balageas von der Sozialistischen Partei.
Vom 19. März 1978 bis zum Ende der Legislaturperiode am 22. Mai 1981 vertrat er als Abgeordneter in der Nationalversammlung das Département Val-d’Oise.
Am 14. Juli 2009 wurde er Ritter (Chevalier) der Ehrenlegion.